# حسين شنك
حسين شنك (مواليد 18 آب 1970-)، هو أكاديمي فلسطيني، وأستاذ دكتور في الفيزياء، يحمل الجنسيتين الفلسطينية والألمانية، متزوج ولديه أربعة أبناء، ويشغل حالياً منصب رئيس جامعة فلسطين التقنية - خضوري. له مساهمات بارزة ومميزة في الفيزياء التطبيقية والنانو تكنولوجي، وشارك في العديد من المشاريع البحثية ونشر عشرات الأبحاث في مجلات علمية دولية مرموقة. 

## النشأة والتعليم
ولد حسين شريف حسين شنك في 18 آب 1970 في قرية تعنك شمال غرب محافظة جنين، درس في مدارس المحافظة الحكومية وأنهى الثانوية العامة من مدرسة سيلة الحارثية الثانوية عام 1988. حصل على شهادة البكالوريوس في الفيزياء من جامعة النجاح الوطنية في نابلس 1994، ثم التحق بالجامعة الأردنية لنيل درجة الماجستير في الفيزياء سنة 1999 وكانت أطروحة الماجستير بعنوان "عمليات التبادل الأيوني العادي والمعزز للفضة والثاليوم في الزجاج". واصل دراسته العليا في ألمانيا حيث نال شهادة الدكتوراه من جامعة سارلاند في فيزياء المادة المكثفة (تكنولوجيا الأغشية الرقيقة) عام 2005، وكان عنوان أطروحة الدكتوراه: "تحسين أغشية أكاسيد الفلزات الانتقالية WO3 و V2O5 لتطبيقات الكهرولونية والغازولونية في النوافذ الذكية".

## الحياة المهنية
بدأ شنك حياته الأكاديمية كمساعد بحث وتدريس في الجامعة الأردنية بين عاميّ 1996 و 1998، ثم عمل محاضراً في جامعة القدس المفتوحة فرع جنين 1999 - 2000. وبعد حصوله على درجة الدكتوراه، شغل عدة مناصب أكاديمية وبحثية، من أبرزها:
- أستاذ مساعد ثم أستاذ مشارك وأخيراً أستاذ في الفيزياء في جامعة فلسطين التقنية - خضوري منذ أيلول 2022.

- رئيس قسم الفيزياء.

- عميد كلية العلوم والفنون (01/09/2014 - 31/08/2016).

- عميد شؤون الطلبة (01/09/2016 - 31/08/2018).

- عميد الدراسات العليا (01/09/2018 - 31/08/2022).

- نائب رئيس الجامعة للشؤون الأكاديمية (01/09/2022 - 02/01/2023).

- القائم بأعمال رئيس الجامعة (03/01/2023 - 30/09/2023).
- رئيس جامعة فلسطين التقنية - خضوري منذ تشرين الأول 2023 حتى الآن.[4]

بالإضافة إلى أنه عمل باحثاً زائراً (Senior Scientist) في جامعة سارلاند في ألمانيا (01/09/2012 - 31/08/2014)، وباحثاً لأبحاث ما بعد الدكتوراه، كما أنه أدار مشروعاً أوروبياً مشتركاً بعنوان "شبكة المغناطيسية للمنطقة الكبرى GRMN"، وشارك في أبحاث متقدمة حول الغرافين والمجهر النفقي الماسح.

## الأبحاث والمنشورات
تركّزت أبحاث الأستاذ الدكتور حسين شنك في مجالات فيزياء المواد، والنانو تكنولوجي، والمغناطيسية، والغرافين، والأغشية الرقيقة. وله عشرات الأبحاث المهمة المنشورة في مجلات علمية دولية محكمة منها:
- Results in Physics
- Nanomaterials
- Sensors and Actuators A
- Thermal Science
- European Journal of Pure and Applied Mathematics

كما شارك في تأليف أبحاث مهمة حول أنظمة الذبذبات الكمية، الخصائص الكهربائية للمواد النانوية، وسلوك الغازات في الأغشية الرقيقة وغيره الكثير.

## المؤتمرات وورش العمل
شارك شنك في العديد من المؤتمرات الدولية والمحلية، ومن هذه المؤتمرات:
- مؤتمر جمعية الفيزياء الألمانية (DPG) في عدة دورات (2007، 2008، 2013 و 2014).
- المؤتمر الفلسطيني الدولي الأول لاستخدام الطاقة الذرية السلمية (رئيس اللجنة العلمية) 2017.
- مؤتمرات النانو والتوجهات الحديثة في الفيزياء والرياضيات في فلسطين.

كما شارك في تنظيم ورش عمل علمية في فرنسا وألمانيا، وورش تطوير البحث العلمي في فلسطين بالتعاون مع مؤسسات دولية مثل جامعة نوتردام.

## الجوائز والتكريمات
نظراً لمسيرته الحافلة وقدراته العلمية والبحثية، حصل شنك على العديد من المنح والتكريمات التي استحقها ومنها:
- منحة الدكتوراه من الهيئة الألمانية للتبادل الأكاديمي (DAAD) بين 2001 و2005.

- منحة بحثية من DAAD عامي 2011 و2017.

- دعوة لحضور لقاء الحائزين على جائزة نوبل في لينداو بألمانيا عام 2004 ممثلاً عن فلسطين.

- تمويل مشروع SESAME للبحث في خصائص أكاسيد الزنك النانوية عام 2020.

## العضويات والإشراف الأكاديمي

### العضويات الأكاديمية
في العديد من اللجان العلمية والمجالس الأكاديمية شغل حسين شنك منصب العضو فيها ومنها:
- عضو في الجمعية الفيزيائية الألمانية منذ عام 2003.

- عضو في المجلس الأكاديمي، مجلس العمداء، ولجنة الجودة الأكاديمية في جامعة خضوري.

- عضو اللجنة الوطنية لإدارة مشروع السيسامي (Synchrotron-light for Experimental Science and Applications in the Middle East).

- عضو في لجنة الجسور العلمية الألمانية-الفلسطينية والكندية-الفلسطينية.

### الإشراف الأكاديمي
أشرف على إعداد برنامج ماجستير في الفيزياء في جامعة خضوري الذي أُقر عام 2020/2021، وشارك في إعداد برامج أخرى على مستوى كل من البكالوريوس والماجستير. كما أشرف على العديد من رسائل الماجستير، وكان ممتحناً خارجياً في عدة جامعات فلسطينية أخرى.

## المهارات واللغات

### المهارات
يتمتع الأستاذ الدكتور بالقدرة على اتقان استخدام العديد من أدوات وتقنيات البحث الفيزيائي المتقدمة مثل:
- المجهر النفقي الماسح (STM)
- المجهر الإلكتروني الماسح (SEM)
- التحليل بالحيود السيني (XRD)
- الطلاء بالتبخير الفيزيائي (PVD)
- التحليل الطيفي (UV-VIS-NIR)

### اللغات
إضافةً للغته الأم (العربية)، يتقن شنك التحدث والكتابة باللغة الإنجليزية والألمانية.